# Magnoliales
Ordre
Classification APG III (2009)
Les Magnoliales sont un ordre de plantes à fleurs présentant des caractères primitifs. 
En classification classique de Cronquist (1981) cet ordre comprend 10 familles :
- Annonacées
- Austrobaileyacées
- Canellacées
- Dégénériacées
- Eupomatiacées
- Himantandracées
- Lactoridacées
- Magnoliacées
- Myristicacées
- Wintéracées

Les classifications phylogénétiques APG (1998), APG II (2003) et APG III (2009) ont modifié la composition de cet ordre qui comprend aujourd'hui les familles suivantes :
- famille Annonaceae
- famille Degeneriaceae
- famille Eupomatiaceae
- famille Himantandracée
- famille Magnoliaceae
- famille Myristicaceae